# Eleocharis atricha
Eleocharis atricha là loài thực vật có hoa trong họ Cói. Loài này được R.Br. mô tả khoa học đầu tiên năm 1810.